# Telgate
Telgate är en ort och kommun i provinsen Bergamo i regionen Lombardiet i Italien. Kommunen hade 5 068 invånare (2018).